# سرة صغيرة الأزهار
سرة صغيرة الأزهار (الاسم العلمي:Umbilicus parviflorus) هي نوع من النباتات يتبع جنس السرة من الفصيلة الكرسولية.